# Salman Al-Faraj
Salman Mohammed Al-Faraj (en àrab: سلمان محمد الفرج; Medina, 1 d'agost de 1989) és un jugador de futbol professional saudita, que actualment juga a l'Al-Hilal i a la selecció saudita.

## Biografia
El primer partit de Salman amb la selecció saudita de futbol va ser en un partit contra la selecció de la República del Congo, amistós disputat a l'estadi del Príncep Abdullah bin Jalawi d'Al-Hassà el 14 d'octubre de 2012. El partit va acabar amb victòria per 3-2. El primer gol de Salman amb la selecció nacional va ser en un partit contra la selecció de Timor Oriental en el marc de la segona ronda de la fase de classificació pel Mundial de 2018, en un partit disputat el 3 de setembre de 2015 a Jiddah i que els saudites van guanyar per 7-0.
El maig de 2018, el jugador àrab va ser seleccionat per formar part de la llista prèvia per disputar la Copa del Món de Futbol de 2018 a Rússia. El 4 de juny del mateix any va ser inclòs a la llista definitiva de 23 jugadors per participar en la copa del món. El 25 de juny Salman va marcar, de penalti, el gol de l'empat i el seu primer gol en una Copa del Món en la victòria de l'equip saudita per 2-1 contra la selecció egípcia en el darrer partit de la fase de grups.

## Palmarès
Al-Hilal
- Lliga saudita (3): 2009-10, 2010-11, 2016-17
- Copa del Rei saudita (1): 2015
- Copa del Príncep de la Corona saudita (3): 2011-12, 2012-13, 2015-16
- Supercopa saudita (1): 2015